# Gösköp
Gösköp är en gård i Göteryds socken, Älmhults kommun, väster om Älmhult.
Här finns en av södra Sveriges största slagghögar. Trots att den utsatts för bortskaktning är den flera meter hög, antas ha innehållit 600 kubikmeter slagg. Omkring 150 ton järn kan ha utvunnits på platsen. Slagghögen i Gösköp är belägen intill ett vattendrag visar att man troligen använt vattenkraft för att driva blåsbälgar och möjligen även en smideshammare. C-14 dateringar av slaggen har visat att järnutvinning pågick under 1300-talet, men det är osäkert hur länge tillverkningen pågick.